# Streifeneder Falcon
Die Streifeneder Falcon ist ein einsitziges Segelflugzeug der Standardklasse, das von Hansjörg Streifeneder 1981 entwickelt und gebaut wurde.

## Geschichte
Das Flugzeug entstand in Hansjörg Streifeneders Freizeit ab Anfang 1981 in den Werkstätten der Firma Glasflügel mit Unterstützung durch Martin Hansen, der die Festigkeitsrechnungen und -nachweise durchführte. Die Konstruktion der Falcon basiert auf der SB 12 der Akaflieg Braunschweig, die wiederum die Hornet C zur Grundlage hatte. Rumpf und Leitwerk stammen von der Glasflügel 402.
Das Flugzeug wurde zum ersten Mal am 7. Juli 1981 in Braunschweig mit dem Kennzeichen D-7775 durch Streifeneder geflogen und beim idaflieg-Sommertreffen in Aalen-Elchingen im August 1981 vermessen. Die Negativformen der Falcon wurden später an Glaser-Dirks verliehen, wo in Anlehnung daran die Tragfläche der Glaser-Dirks DG-300 entstand. Die Akaflieg Karlsruhe nutzte die Tragflügelform zum Bau der AK-5.

## Konstruktion
Der freitragende Mitteldecker mit Rechteck-Doppeltrapez-Tragfläche entstand in GFK-Hartschaum-Sandwich-Halbschalenbauweise. Die Holmgurte der zweiteiligen Tragfläche mit Zunge-Gabel-Verbindung bestehen aus Glasfaser-Rovings, aus der Tragflächenoberseite sind 1,3 Meter spannende, doppelstöckige Schempp-Hirth-Bremsklappen ausfahrbar. Die Querruder- und Bremsklappenanschlüssen erfolgen automatisch bei der Montage, die Flächenbelastung kann durch Befüllen von doppelwandigen Wassersäcken mit 150 l Volumen erhöht werden. Über die gesamte Spannweite der Tragfläche mit dem von Karlheinz Horstmann und Armin Quast entworfenen Flügelprofil HQ 21/17,15 sind auf der Unterseite Blasturbolatoren verteilt.
Der Rumpf ist mit Hohlprofilen verstärkt, das T-Leitwerk ist gedämpft und das Höhenruder mit einem automatischen Anschluss versehen. Die einteilige Cockpithaube aus Acrylglas klappt mit dem Instrumententräger nach vorn, das Hauptfahrwerk mit einem bremsbaren 5-Zoll-Rad ist einziehbar.

## Technische Daten
| Kenngröße                     | Daten                |
| ----------------------------- | -------------------- |
| Besatzung                     | 1                    |
| Rumpflänge                    | 6,80 m               |
| Spannweite                    | 15,00 m              |
| Höhe (Leitwerk)               | 1,37 m               |
| Flügelfläche                  | 10,66 m²             |
| Flügelstreckung               | 21,11                |
| Flügelprofil                  | HQ 21/17,15          |
| Gleitzahl                     | 41 bei 110 km/h      |
| Geringstes Sinken (errechnet) | 0,58 m/s bei 80 km/h |
| Rüstmasse                     | 240 kg               |
| max. Startmasse               | 450 kg               |
| Flächenbelastung              | 29–42 kg/m²          |
| Mindestgeschwindigkeit        | 63 km/h              |
| Manövergeschwindigkeit        | 175 km/h             |
| Höchstgeschwindigkeit         | 250 km/h             |